# Psychosozialer Kleinwuchs
Der psychosoziale Kleinwuchs (früher auch psychosozialer Minderwuchs) ist eine durch Deprivation bedingte Wachstumsstörung. Er tritt vor allem bei vernachlässigten Kindern, misshandelten Straßenkindern und so genannten Wolfskindern auf.

## Auslösende Faktoren
Als Auslöser werden eine Kombination aus Mangelernährung, gestörten biologischen Rhythmen, Schlafstörungen und emotionalen Reaktionen diskutiert.

## Therapie
Die Therapie besteht in einer Aufhebung der krankmachenden Umweltbedingungen einerseits und Entwicklungsförderung andererseits. Die Unterbringung des Kindes in einer Pflegefamilie kann notwendig sein.